# Emilio Chiovenda
Emilio Chiovenda (Rome, 18 mei 1871 - Bologna, 19 februari 1941) was een Italiaans botanicus. Hij verzamelde planten in Italië, Eritrea, Ethiopië en het Rwenzorigebergte, van 1893 tot 1909.
Hij werkte veelvuldig samen met Pietro Romualdo Pirotta voor het Flora of Cologne Eritrea en hij was ook verbonden met vele andere instituten.
Het grootste deel van zijn collectie bevindt zich in Bologna met ongeveer 20.000 specimens.
- Author citation (botany): Chiov.
- International Standard Name Identifier: 0000 0001 1683 1181
- Library of Congress Control Number: no2005025499
- Nederlandse Thesaurus van Auteursnamen: 224222619
- Istituto Centrale per il Catalogo Unico: TO0V168149
- Système universitaire de documentation: 184006236
- Museum of New Zealand Te Papa Tongarewa: 50733
- Virtual International Authority File: 88633024
- WorldCat: E39PBJcc9VdqmXwcPjvFhjgHYP